# Norfolk House
Norfolk House är en byggnad i Norwich i Storbritannien, som ursprungligen uppfördes som ett kontorshus av byggherren Raymond King (död 1980) och invigdes 1951. Det ritades av Alec King efter beställning av Raymond King och modellerades efter Halmstads rådhus. Byggnaden ligger med huvudfasad mot Exchange Street och baksida mot St John Maddermarket. 
Norfolk House står på platsen för en tidigare fabriksbyggnad för Trevor Page, som förstördes i bombanfall under andra världskriget 1942. Vid utgrävningar för en ny byggnad hittades saxiska brunnar och kryptan till en kyrka.
På fasaden finns en relief med en vapensköld, prydd med ett fartyg, som är inspirerat av Stig Blombergs skeppsrelief på Halmstads rådhus. Vapenskölden kommer från kungariket East Anglia och antogs av East Anglian Society 1901. Båttypen i skulpturen är en wherry, en typ av engelsk flodbåt. 
Husets interiör byggdes om 1987 för att bli regionalt huvudkontor för National Westminster Bank. Det har på 2000-talet övertagits av City College Norwich och ingår i dess huvudcampus.